# Big Sand
Big Sand (Schots-Gaelisch: Sannda Mhòr) is een dorp in de Schotse lieutenancy Ross and Cromarty in het raadsgebied Highland aan de oevers van Loch Gairloch, ongeveer 7 kilometer van Gairloch.